# Sole (Negramaro)
Sole è il secondo singolo dei Negramaro estratto dalla raccolta Una storia semplice, pubblicato il 30 novembre 2012.

## Video musicale
Il video consiste in un cortometraggio del giovane filmaker Gabriele Surdo che i Negramaro notarono sul web. Contattato il ragazzo, il video fu rimontato dallo stesso Surdo e pubblicato dalla band come video ufficiale per il singolo.

## Classifiche
| Classifica (2013)         | Posizione massima |
| ------------------------- | ----------------- |
| Italia (airplay)          | 10                |
| Italia (airplay italiana) | 3                 |